# Хасимиков, Салман Алхазурович
Салма́н Алхазу́рович Хасими́ков (5 апреля 1953, Казахская ССР — 28 мая 2025, Москва) — советский борец и реслер, многократный чемпион мира, Европы и СССР по вольной борьбе в тяжёлом весе, обладатель Кубка мира (1982), чемпион IWGP в тяжёлом весе в реслинге, Заслуженный мастер спорта СССР.

## Биография
Родился в Казахской ССР в чеченской семье.  Выходец из тайпа билтой.В 1957 году семья вернулась в Чечню и поселилась в поселке Старая Сунжа. В 16 лет начал тренироваться у тренера Дэги Багаева. Через год стал чемпионом мира среди юниоров. В 1976 году переехал в Москву.
Выступал в тяжёлом весе. Двукратный чемпион мира среди юниоров, 4-кратный чемпион СССР, 3-кратный чемпион Европы, 4-кратный чемпион мира, обладатель Кубка мира (1982). В течение десяти лет был капитаном сборной команды СССР по вольной борьбе.
Не смог ни разу выступить на Олимпийских играх. Перед Олимпиадой 1976 года получил травму. В год Олимпиады 1980 года, выступая с травмой, занял 2-е место на чемпионате СССР в Москве и не попал в сборную. Олимпиаду 1984 года СССР бойкотировал.
После завершения карьеры в любительском спорте ушёл в реслинг. В 1989 году японский реслинг-промоутер Антонио Иноки и New Japan Pro-Wrestling подготовили соглашение со спортивными органами СССР, по которому несколько борцов отправилмсь в школу реслинга New Japan Dojo для тренировок. Двое из них, Хасимиков и Виктор Зангиев затем выступали в NJPW, а позже, с 1989 по 1994 год, в UWF-I. Они представляли Советский Союз на WCW Starrcade 1990 в турнире сборных команд под названием Pat O’Connor Memorial Cup. 25 мая 1989 года в Осаке, Хасимиков победил Биг Ван Вейдера и выиграл престижный титул чемпиона IWGP в тяжёлом весе. Проиграл титул Рики Чосю на шоу в NJPW в Осаке 12 июня 1989 года. Рестлинг-карьера Хасимикова длилась 5 лет.
В марте 1992 году под руководством Салмана Хасимикова была организована Служба национальной безопасности Ичкерии. После неудачной попытки свержения Джохара Дудаева в мае 1993 года указом президента Ичкерии СНБ была упразднена. В 1990-е годы был сотрудником службы безопасности «ЛогоВАЗ» Бориса Березовского.
Скончался 28 мая 2025 года в возрасте 72 лет в московской больнице. Похоронен в родовом селении Старая Сунжа.

## Спортивные результаты
- Чемпионат СССР по вольной борьбе 1978 — ;
- Чемпионат СССР по вольной борьбе 1979 — ;
- Вольная борьба на летней Спартакиаде народов СССР 1979 — ;
- Чемпионат СССР по вольной борьбе 1980 — ;
- Чемпионат СССР по вольной борьбе 1981 — ;
- Чемпионат СССР по вольной борьбе 1982 — ;
- Чемпионат СССР по вольной борьбе 1983 — ;
- Вольная борьба на летней Спартакиаде народов СССР 1983 — ;
- Чемпионат Вооружённых сил СССР 1984 — [9];
- New Japan Pro-Wrestling
  - Чемпион IWGP в тяжёлом весе (1 раз)[10]

## Память
В 2018 году в посёлке Старая Сунжа Ленинского района Грозного улица Ленина была торжественно прижизненно переименована в его честь.